# Episodi di Fairy Tail (ottava stagione)
L'ottava stagione di Fairy Tail, serie televisiva anime prodotta da A-1 Pictures, Bridge e TV Tokyo, diretta da Shinji Ishihira e tratta dall'omonimo manga di Hiro Mashima, raggruppa gli episodi dal 266 al 277, i cui primi dieci sono tratti dal manga spin-off chiamato Fairy Tail Zero, creato sempre da Hiro Mashima. Essi mostrano la fondazione di Fairy Tail. Agli ultimi due episodi corrispondono invece i capitoli del manga principale 418 e 419. Un anno dopo la guerra contro Tartaros, Lucy si è trasferita a Crocus diventando una reporter e in città giunge Natsu che decide di rifondare Fairy Tail.
Gli episodi della ottava stagione sono stati trasmessi in Giappone su TV Tokyo dal 9 gennaio 2016 in poi a cadenza settimanale ogni sabato alle 10:30 (JST). L'edizione doppiata in italiano della stagione è uscita su Prime Video il 29 febbraio 2024.
La sigla di apertura è Ashita o Orase di Kavka Shishido e la sigla di chiusura è Landscape di SOLIDEMO.

## Lista episodi
| Nº  | Titolo italiano Giapponese 「Kanji」 - Rōmaji | In onda          | In onda          |
| Nº  | Titolo italiano Giapponese 「Kanji」 - Rōmaji | Giapponese       | Italiano         |
| 266 | Fairy Tail Zero: Le fate nel cuore 「FAIRY TAIL ZERØ 心の中の妖精」 - Fairy Tail Zero: Kokoro no naka no yōsei | 9 gennaio 2016   | 29 febbraio 2024 |
| 266 | Natsu e Happy decidono di recarsi sull'Isola Tenrou per allenarsi e una volta giunti sull'isola scoprono le rovine di un'antica città e di una gilda. L'isola è il luogo di nascita di Mavis Vermillion. Nell'anno X679, esattamente 112 anni prima, Mavis che all'epoca aveva solo sei anni, lavorava come serva nella gilda Red Lizard sull'Isola Tenrou. Un giorno l'isola venne attaccata dalla gilda Blue Skull uccidendo tutti gli abitanti ad eccezione di Mavis. Sette anni dopo, sull'isola giungono tre cercatori di tesori in cerca della Giada di Tenrou: Warrod Sequen, futuro membro dei Dieci Maghi Sacri; Purehito Gaebolg, futuro secondo master di Fairy Tail e master di Grimoire Heart; Yuri Dreyar, padre di Makarov Dreyar. |                  |                  |
| 267 | Fairy Tail Zero: L’inizio dell’avventura 「FAIRY TAIL ZERØ 冒険の始まり」 - Fairy Tail Zero: Bōken no hajimari | 16 gennaio 2016  | 29 febbraio 2024 |
| 267 | Mavis e Zera, altra sopravvissuta alla guerra tra Red Lizard e Blue Skull, hanno vissuto per sette anni da sole sull'isola fino all'arrivo di Yuri, Warrod e Purehito. Yuri incontra Mavis nella biblioteca e tramite un gioco di astuzia cerca di farsi dire il luogo dove si trova la Giada di Tenrou, tuttavia Warrod e Purehito giungono sul luogo dicendo che la giada non si trova più sull'isola. Mavis pensa che sia stata rubata dalla gilda Blue Skull sette anni prima, così decise di andare insieme a Yuri, Warrod e Purehito alla ricerca della Giada, accompagnata da Zera. |                  |                  |
| 268 | Fairy Tail Zero: Caccia al tesoro 「FAIRY TAIL ZERØ トレジャーハント」 - Fairy Tail Zero: Torejā hanto | 23 gennaio 2016  | 29 febbraio 2024 |
| 268 | Yuri, Warrod, Purehito, Mavis e Zera con la nave dei cacciatori di tesori si recano a Fiore per cercare la Giada di Tenrou. Durante l'attraversata, Mavis scopre sul fondale marino un antico tempio. La ragazza comincia ad esplorarlo per cercare un tesoro per donarlo a Yuri, Warrod e Purehito. Mavis si ritrova in trappola ma con l'aiuto di Yuri e Warrod riesce a fuggire e i tre riescono a recuperare il tesoro. |                  |                  |
| 269 | Fairy Tail Zero: Danza con la lama 「FAIRY TAIL ZERØ 刃と踊る」 - Fairy Tail Zero: Ha to odoru | 30 gennaio 2016  | 29 febbraio 2024 |
| 269 | Mavis, Zera, Yuri, Warrod e Purehito sbarcano nella città portuale di Hargeon. Mavis insieme a Purehito cerca informazioni riguardo alla gilda Blue Skull. Giungono in una taverna dove scoprono che il barista è un membro della gilda. Purehito sconfigge i membri di Blue Skull e Mavis grazie alla sua Magia Illusoria interroga il barista facendosi dire dove si trova la sede della gilda, ovvero, Magnolia. Usciti dal bar i due si recano ad avvertire Yuri e Warrod e lungo il tragitto passano accanto a un ragazzo senza sapere chi fosse, ovvero, Zeref. |                  |                  |
| 270 | Fairy Tail Zero: Il lago al chiar di luna 「FAIRY TAIL ZERØ 月明かりの湖」 - Fairy Tail Zero: Tsukiakari no mizumi | 6 febbraio 2016  | 29 febbraio 2024 |
| 270 | Yuri, Warrod, Purehito, Mavis e Zera continuano a dirigersi verso Magnolia e decidono di fermarsi in un bosco a dormire. Yuri e Warrod discutono sull'imprudenza e sulla spavalderia di Yuri. Purehito racconta a Mavis e Zera una loro avventura. Finito il racconto, Yuri e Warrod fanno pace. Mavis e Zera si dirigono verso un lago dove si divertono. Il giorno dopo giungono finalmente a Magnolia e vedono che sulla cattedrale Caldia c'è lo scheletro blu di un drago. |                  |                  |
| 271 | Fairy Tail Zero: Blue Skull 「FAIRY TAIL ZERØ 青い髑髏」 - Fairy Tail Zero: Burū sukaru | 13 febbraio 2016 | 29 febbraio 2024 |
| 271 | Mavis, Zera, Yuri, Warrod e Purehito giungono a Magnolia e scoprono che la città è completamente distrutta e disabitata, inoltre, un enorme scheletro di un drago blu occupa la Cattedrale Caldia. I ragazzi salvano una madre e sua figlia dai maghi di Blue Skull per poi scoprire che la gilda ha occupato la città anni prima e che è diventata una delle gilde più potenti del Regno. Mentre cercano informazioni vedono che i maghi di Blue Skull uccidono un vecchio e decidono di affrontarli vincendo facilmente. Tuttavia sul luogo giungono i rinforzi e Mavis con la sua Magia Illusoria crea un esercito per convincere i membri di Blue Skull a condurre sul luogo il loro master. Questi arriva e dissolve la Magia Illusoria di Mavis. Blue Skull sconfigge facilmente Yuri e Purehito (ferendolo a un occhio). Warrod porta in salvo i due compagni, seguito da Mavis e Zera, nella foresta. |                  |                  |
| 272 | Fairy Tail Zero: Colui che insegna la magia 「FAIRY TAIL ZERØ 魔道を伝える者」 - Fairy Tail Zero: Mado o tsutaeru mono | 20 febbraio 2016 | 29 febbraio 2024 |
| 272 | Fuggito nel bosco, il gruppo si riprende dalla sconfitta. Mentre Mavis si reca a recuperare dell'acqua da un lago incontra un giovane mago, che si rivela essere Zeref. Mavis fa amicizia con lui senza sapere chi è scopre che egli è affetto dalla Maledizione nera Ankhesaram. Zeref decide di insegnare la magia a Mavis e i suoi compagni tenendosi a distanza. Dopo giorni di allenamento sono finalmente pronti ad affrontare di nuovo Blue Skull. |                  |                  |
| 273 | Fairy Tail Zero: Il tesoro 「FAIRY TAIL ZERØ 宝物」 - Fairy Tail Zero: Takaramono | 27 febbraio 2016 | 29 febbraio 2024 |
| 273 | Mavis, Zera, Yuri, Warrod e Purehito realizzano un piano per sconfiggere Blue Skull. Mavis e Zera fanno radunare i cittadini di Magnolia alla Cattedrale Caldia per distrarre i maghi. Mentre il master Geoffrey è in giro a caccia viene attaccato da Warrod che lo attira in una trappola. Mavis con la sua Magia Illusoria gli fa credere che la città stia bruciando, questi capisce che è un'illusione e l'annulla ma subito dopo viene imprigionato. Intanto, Yuri e Purehito sconfiggono i maghi di Blue Skull e trovano la Giada di Tenrou. In quello stesso istante Geoffrey spiega a Mavis e Zera che la giada non deve essere toccata da mani umane perché altrimenti distruggerebbe la città. Le due ragazze si dirigono alla cattedrale per avvertire i loro amici ma arrivano tardi. Yuri prende la giada ed essa lo trasforma nello scheletro blu del drago che sovrasta la cattedrale e comincia a distruggere la città, Mavis tenta di fermarlo. |                  |                  |
| 274 | Fairy Tail Zero: Law 「FAIRY TAIL ZERØ ロウ」 - Fairy Tail Zero: Rō | 5 marzo 2016     | 29 febbraio 2024 |
| 274 | Mavis per salvare Yuri decide di utilizzare un incantesimo della Magia Nera insegnatole da Zeref, si arrampica così sul drago ed effettua l'incantesimo Law. Tale incantesimo salva Yuri facendolo tornare normale e distruggendo la gemma, ma causa effetti collaterali a Mavis. Diversi giorni dopo, Yuri si risveglia e viene a sapere da Purehito e Warrod che l'incantesimo utilizzato da Mavis non la farà più crescere. Yuri la raggiunge scusandosi per quello che ha fatto. Mavis e Yuri finalmente diventano amici e quest'ultimo giura che si impegnerà a proteggerla sempre. Inoltre, in quello stesso momento, giunge sul luogo Zera e Yuri rivela che lui, Purehito e Warrod non possono vederla e che lei è un'illusione creata da Mavis. |                  |                  |
| 275 | Fairy Tail Zero: L'avventura infinita 「FAIRY TAIL ZERØ 永遠の冒険」 - Fairy Tail Zero: Eien no bōken | 12 marzo 2016    | 29 febbraio 2024 |
| 275 | Zera rivela che lei è morta sette anni prima, quando Blue Skull attaccò l'Isola Tenrou, Mavis inconsciamente creò un'illusione dell'amica, credendola viva e grazie a questa condizione poteva continuare ad apparire soltanto a lei, ma ora che sa la verità, Zera inizia a sparire. Mavis disperata cerca di non far annullare l'illusione, ma Zera le dice che ormai ha dei veri amici su cui contare e che lei sarà sempre nel suo cuore, poco prima di sparire compare di fronte a Yuri chiedendogli di proteggere Mavis e si rende udibile a Purehito e Warrod per ringraziarli e si scopre che da quando lasciarono l'isola, Yuri gli chiese di assecondare Mavis sulla presenza di Zera. Giorni dopo, Mavis decide di fondare una gilda di maghi insieme a Yuri, Warrod e Purehito nella città di Magnolia chiamandola Fairy Tail e facendo dell'Isola Tenrou la loro terra sacra. Nell'anno X686 viene fondata Fairy Tail e Mavis diviene la prima master. Geoffrey, ex master di Blue Skull decide di fondare una nuova gilda rendendola la rivale di Fairy Tail, chiamandola Phantom Lord. Con il passare degli anni accadono diverse cose. Nello stesso anno inizia la seconda guerra commerciale. Nell'anno X688 Fairy Tail viene arruolata e Mavis diviene famosa con il nome di "Fata Tattica". Nell'anno X690 Yuri si sposa e finisce la guerra con un trattato. Nell'anno X696 nasce il figlio di Yuri, Makarov. Nell'anno X697 la tomba di Mavis viene posizionata sull'isola Tenrou. Nello stesso anno, secondo il volere di Mavis, Purehito diviene secondo master di Fairy Tail. Nell'anno X700, Yuri muore. Nell'anno X731, Purehito si converte alla Magia Oscura e Warrod lascia la gilda. Nell'Anno X736, Makarov diviene terzo master di Fairy Tail. Nell'Anno X784, il drago Acnologia giunge sull'Isola Tenrou facendola sparire insieme ai maghi più forti della gilda. Nell'Anno X785, Macao Conbolt diviene quarto master. Nell'Anno X791 i maghi più forti della gilda tornano a casa. Gildarts Clive viene nominato quinto master che però abdica subito per rinominare Makarov sesto master. Nello stesso anno, Fairy Tail vince i Grandi Giochi di Magia. Nello stesso anno Makarov scioglie Fairy Tail dopo la guerra con Tartaros. Nell'anno X792, ormai un anno dopo dalla guerra contro Tartaros e dallo scioglimento di Fairy Tail, Lucy si trova ai Grandi Giochi di Magia a Crocus. |                  |                  |
| 276 | Lo sfidante 「挑戦者」 - Chōsen-sha | 19 marzo 2016    | 29 febbraio 2024 |
| 276 | Lucy, ormai diventata apprendista giornalista di Jason del Weekly Sorcerer, tenta di dimenticare Fairy Tail ma in realtà ha deciso di fare tale lavoro per trovare informazioni su tutti gli ex membri di Fairy Tail per reincontrarli. Alla finale dei Grandi Giochi di Magia, quando la gilda Skull Milione sconfigge la gilda Dullahad Head, nell'arena giunge un misterioso individuo che sfida la gilda riuscendo a sconfiggerla facilmente e inoltre la sua magia sono le fiamme che sono talmente calde da far sciogliere lo stadio e i vestiti agli spettatori. Lo sfidante si rivela essere Natsu. |                  |                  |
| 277 | Il messaggio nella fiamma 「炎のメッセージ」 - Honō no messēji | 26 marzo 2016    | 29 febbraio 2024 |
| 277 | Natsu viene perdonato dal Re per aver sciolto lo stadio. Natsu e Happy si ricongiungono con Lucy e questa gli rivela che Fairy Tail è stata sciolta. Nel frattempo Lucy decide di ospitare Natsu e Happy a casa sua. I due vedono che Lucy sta cercando informazioni su ognuno degli ex membri della gilda per ricongiungersi. Il giorno dopo, Lucy si sveglia e nota che sotto casa sua c'è l'esercito per arrestarli perché Natsu ha lasciato un messaggio di fuoco al palazzo Mercurius con la scritta "Fairy Tail". Natsu, Happy e Lucy fuggono da Crocus per ritrovare i loro vecchi compagni per riformare la gilda. |                  |                  |

## Uscita
I DVD della seconda parte di Fairy Tail, sono stati distribuiti assieme al Monthly Fairy Tail, una rivista mensile esclusiva del manga, dal 15 luglio 2016 al 17 ottobre 2016.
| Box Set               | Data              | ISBN Giappone     | Episodi | Fonti |
| --------------------- | ----------------- | ----------------- | ------- | ----- |
| Fairy Tail Magazine 1 | 15 luglio 2016    | 978-4-06-358811-8 | 263-266 | [ 4 ] |
| Fairy Tail Magazine 2 | 17 agosto 2016    | 978-4-06-358812-5 | 267-270 | [ 5 ] |
| Fairy Tail Magazine 3 | 16 settembre 2016 | 978-4-06-358813-2 | 271-274 | [ 6 ] |
| Fairy Tail Magazine 4 | 17 ottobre 2016   | 978-4-06-358814-9 | 275-277 | [ 7 ] |